# Вайяк, Жан-Поль Рикар де Гурдон де Женуйяк
Жан-Поль Рикар де Гурдон де Женуйяк (фр. Jean-Paul Ricard de Gourdon de Genouillac; 12 мая 1621 — 18 января 1681, Париж), граф де Вайяк — французский генерал.

## Биография
Сын Луи Рикара де Гурдона II де Женуйяка, графа де Вайяка, и Франсуазы де Шерадур, дамы д'Обпере. Родственник Жака Рикара де Женуйяка, внук Луи Рикара де Гурдона I де Женуйяка.
Барон де Монферран, первый барон Гиени.
Служил в полку своего отца, после его смерти 10 октября 1645 был назначен кампмейстером. Был при осаде Лериды (1646), при второй осаде этого города, взятии Ажера, деблокировании Константена (1647), осаде и взятии Тортосы (1648), оказании помощи Барселоне (1649).
Кампмаршал (28.05.1650), 3 июня того же года получил роту шеволежеров. В 1650—1652 годах служил в Каталонской армии герцога де Меркёра, державшейся в обороне. В 1653 году был в Гиени, где заканчивалась борьба с фрондерами.
Генерал-лейтенант армий короля (16.06.1655), служил в Итальянской армии принца Томаса, оказал помощь Реджо, участвовал в осаде Павии, снятой после пяти дней штурмов.
7 июля 1656 получил место первого конюшего Месье, единственного брата короля. 18 апреля 1661 распустил свой полк.
31 декабря 1661 был пожалован Людовиком XIV в рыцари орденов короля. Был капитаном французской гвардии Месье и почетным рыцарем герцогини Орлеанской до своей смерти.

## Семья
1-я жена (1644) Мари-Фелис де Вуазен (ум. 1672), младшая дочь Франсуа де Вуазена, барона де Монто и Граммона, и Жаклин де Бозонкль, баронессы де Кансон и Каснёй, дамы де Монферран
Дети:
- Жан-Франсуа (1645—26.12.1696), граф де Вайяк, маркиз де Руле, первый барон Гиени, кампмейстер кавалерийского полка Вайяка. Жена: Анн-Мари-Луиза де Камбу (ум. 1693), дочь Рене де Камбу, графа де Карея, и Жанны Рауль
- Александр, виконт де Гурдон. Был холост
- Франсуа (ум. 22.06.1707), граф де Вайяк, генерал-лейтенант
- Мишель-Анж, монах-капуцин
- Шарль-Гастон (ум. 1664), мальтийский рыцарь
- Жан-Батист (ум. 28.09.1716), аббат Сен-Ромен-де-Блая
- Мари-Гальотта (ум. 22.10.1701), коадъютриса госпиталя Больё
- Клод, приоресса Ла-Мота в Пуату, затем великая приоресса госпиталя Больё
- Мадлен. Муж 1): N, сеньор де Помроль и Бельпеш; 2): Жан де Виллет, сеньор де Пайяроль, губернатор Сент-Антонена в Руэрге
- Мари-Фелис (ум. 1705), дама де Монто. Фьякр Лесек (ум. 1724), маркиз де Ла-Мот-Сент-Эре, советник Парламента
- Гийонна (ум. 1707 или 1708), приоресса Эспиньяка, затем Господних дочерей Руана

2-я жена (1676): Элизабет де Лавернь де Монтенар, дочь Франсуа де Лаверня, сеньора де Трессана, и Луизы де Монтенар. Вторым браком вышла за маркиза Шарля де Ламот-Уданкура, генерал-лейтенанта армий короля